# Herohalli
Herohalli era una ciudad de la India ubicada en el distrito de Bangalore rural, estado de Karnataka. Para el censo de 2011 fue suprimida.

## Geografía
Estaba ubicada a una altitud de 707 m s. n. m., a 46 km de la capital estatal, Bangalore, en la zona horaria UTC +5:30.